# Лёгкая атлетика на летних Олимпийских играх 1932
Соревнования по лёгкой атлетике на летних Олимпийских играх 1932 года проходили среди мужчин и женщин. У мужчин впервые в истории состоялись состязания по ходьбе на 50 км, у женщин — по метанию копья.

## Общий медальный зачёт
| Место | Страна         | Золото | Серебро | Бронза | Всего |
| ----- | -------------- | ------ | ------- | ------ | ----- |
| 1     | США            | 16     | 13      | 6      | 35    |
| 2     | Финляндия      | 3      | 4       | 4      | 11    |
| 3     | Великобритания | 2      | 4       | 2      | 8     |
| 4     | Польша         | 2      | 0       | 1      | 3     |
| 5     | Ирландия       | 2      | 0       | 0      | 2     |
| 6     | Канада         | 1      | 3       | 5      | 9     |
| 7     | Япония         | 1      | 1       | 2      | 4     |
| 8     | Италия         | 1      | 0       | 2      | 3     |
| 9     | Аргентина      | 1      | 0       | 0      | 1     |
| 10    | Германия       | 0      | 2       | 3      | 5     |
| 11    | Швеция         | 0      | 1       | 0      | 1     |
| 11    | Латвия         | 0      | 1       | 0      | 1     |
| 12    | Филиппины      | 0      | 0       | 1      | 1     |
| 12    | Франция        | 0      | 0       | 1      | 1     |
| 12    | Чехословакия   | 0      | 0       | 1      | 1     |
| 12    | ЮАС            | 0      | 0       | 1      | 1     |

## Медалисты

### Мужчины
| Дисциплина             | Золото                                                           | Серебро                                                                      | Бронза                                                                               |
| ---------------------- | ---------------------------------------------------------------- | ---------------------------------------------------------------------------- | ------------------------------------------------------------------------------------ |
| 100 м                  | Эдди Толан США                                                   | Ральф Мэткалф США                                                            | Артур Йонат Германия                                                                 |
| 200 м                  | Эдди Толан США                                                   | Джордж Симпсон США                                                           | Ральф Мэткалф США                                                                    |
| 400 м                  | Билл Карр США                                                    | Бен Истмен США                                                               | Александр Уилсон Канада                                                              |
| 800 м                  | Томми Хэмпсон Великобритания                                     | Александр Уилсон Канада                                                      | Фил Эдвардс Канада                                                                   |
| 1500 м                 | Луиджи Беккали Италия                                            | Джерри Корнс Великобритания                                                  | Фил Эдвардс Канада                                                                   |
| 5000 м                 | Лаури Лехтинен Финляндия                                         | Ральф Хилл США                                                               | Лаури Виртанен Финляндия                                                             |
| 10.000 м               | Януш Кусоциньский Польша                                         | Волмари Исо-Холло Финляндия                                                  | Лаури Виртанен Финляндия                                                             |
| 110 м с барьерами      | Джордж Сейлинг США                                               | Перси Бёрд США                                                               | Дональд Финлей Великобритания                                                        |
| 400 м с барьерами      | Роберт Тисдолл Ирландия                                          | Гленн Хардин США                                                             | Морган Тейлор США                                                                    |
| 3000 м с препятствиями | Волмари Исо-Холло Финляндия                                      | Томас Эвенсон Великобритания                                                 | Джо Маккласки США                                                                    |
| Эстафета 4 × 100 м     | США · Хектор Дайер · Роберт Кисл · Эмметт Топпино · Фрэнк Викофф | Германия · Эрих Борхмайер · Фридрих Хендрикс · Артур Йонат · Хельмут Кёрниг  | Италия · Джузеппе Кастелли · Габриэле Сальвиати · Руджеро Марегатти · Эдгардо Тоэтти |
| Эстафета 4 × 400 м     | США · Эдгар Аблович · Билл Карр · Иван Фукуа · Карл Уорнер       | Великобритания · Томас Хэмпсон · Дэвид Берли · Годфри Рэмплинг · Крю Стоунли | Канада · Рэймонд Льюис · Джеймс Болл · Фил Эдвардс · Александр Вильсон               |
| Марафон                | Хуан Карлос Сабала Аргентина                                     | Сэмюэл Феррис Великобритания                                                 | Армас Тойвонен Финляндия                                                             |
| Ходьба 50 км           | Томми Грин Великобритания                                        | Янис Далиньш Латвия                                                          | Уго Фригерио Италия                                                                  |
| Прыжки в длину         | Эд Гордон США                                                    | Ламберт Редд США                                                             | Тюхэй Намбу Япония                                                                   |
| Тройной прыжок         | Тюхэй Намбу Япония                                               | Эрик Свенссон Швеция                                                         | Кэнкити Осима Япония                                                                 |
| Прыжки в высоту        | Дункан Макнотон Канада                                           | Роберт ван Осдел США                                                         | Симеон Торибио Филиппины                                                             |
| Прыжки с шестом        | Билл Миллер США                                                  | Сюхэй Нисида Япония                                                          | Джордж Джефферсон США                                                                |
| Толкание ядра          | Лео Секстон США                                                  | Харлоу Ротерт США                                                            | Франтишек Доуда Чехословакия                                                         |
| Метание диска          | Джон Андерсон США                                                | Генри Ля Борд США                                                            | Поль Винтер Франция                                                                  |
| Метание копья          | Матти Ярвинен Финляндия                                          | Матти Сиппала Финляндия                                                      | Эйно Пенттиля Финляндия                                                              |
| Метание молота         | Пэт О'Каллаган Ирландия                                          | Франс Вильгельм Пёрхёля Финляндия                                            | Питер Заремба США                                                                    |
| Десятиборье            | Джеймс Бош США                                                   | Акиллес Ярвинен Финляндия                                                    | Вольрад Эберле Германия                                                              |

1. ↑  из-за ошибки измерителей реальная дистанция оказалась на 460 метров длиннее

### Женщины
| Дисциплина                   | Золото                                                                     | Серебро                                                                  | Бронза                                                                           |
| ---------------------------- | -------------------------------------------------------------------------- | ------------------------------------------------------------------------ | -------------------------------------------------------------------------------- |
| 100 м подробности            | Станислава Валасевич Польша                                                | Хильда Страйк Канада                                                     | Вильгельмина фон Бремен США                                                      |
| 80 м с барьерами подробности | Бейб Дидриксон США                                                         | Эвелин Холл США                                                          | Марджори Кларк ЮАС                                                               |
| Эстафета 4×100 м подробности | США · Мэри Кэрью · Эвелин Фуртш · Аннетт Роджерс · Вильгельмина фон Бремен | Канада · Милдред Фиццелл · Лилиан Палмер · Мари Фриццель · Хильда Страйк | Великобритания · Нелли Холстид · Эйлин Хискок · Гвендолайн Портер · Вайолет Вебб |
| Прыжки в высоту подробности  | Джин Шили США                                                              | Бейб Дидриксон США                                                       | Ева Дауэс Канада                                                                 |
| Метание диска подробности    | Лиллиан Копеланд США                                                       | Рут Осбёрн США                                                           | Ядвига Вайсувна Польша                                                           |
| Метание копья подробности    | Бейб Дидриксон США                                                         | Эллен Браумюллер Германия                                                | Тилли Флайшер Германия                                                           |